# Pădurea Călugărească
Pădurea Călugărească este o arie protejată de interes național ce corespunde categoriei a IV-a IUCN (rezervație naturală de tip forestier) situată în județul Olt, pe teritoriul administrativ al comunei Radomirești.

## Localizare
Aria naturală întinsă pe o suprafață de 40 hectare se află în partea central-estică a județului Olt,  pe teritoriul vestic al satului Crăciunei, lângă drumul județean (DJ653) care leagă localitatea  Stoicăneștii de Radomirești, în imediata apropiere a ariei naturale protejate cunoscută sub denumirea de Rezervația de bujori a Academiei.

## Descriere
Rezervația naturală a fost declarată arie protejată prin Legea Nr.5 din 6 martie 2000 (privind aprobarea Planului de amenajare a teritoriului național - Secțiunea a III-a - zone protejate) și reprezintă o zonă împădurită din nord-vestul Câmpiei Boianului (o subdiviziune a Câmpiei Române), cu rol de protecție pentru păduri dacice de stejar. 

## Biodiversitate

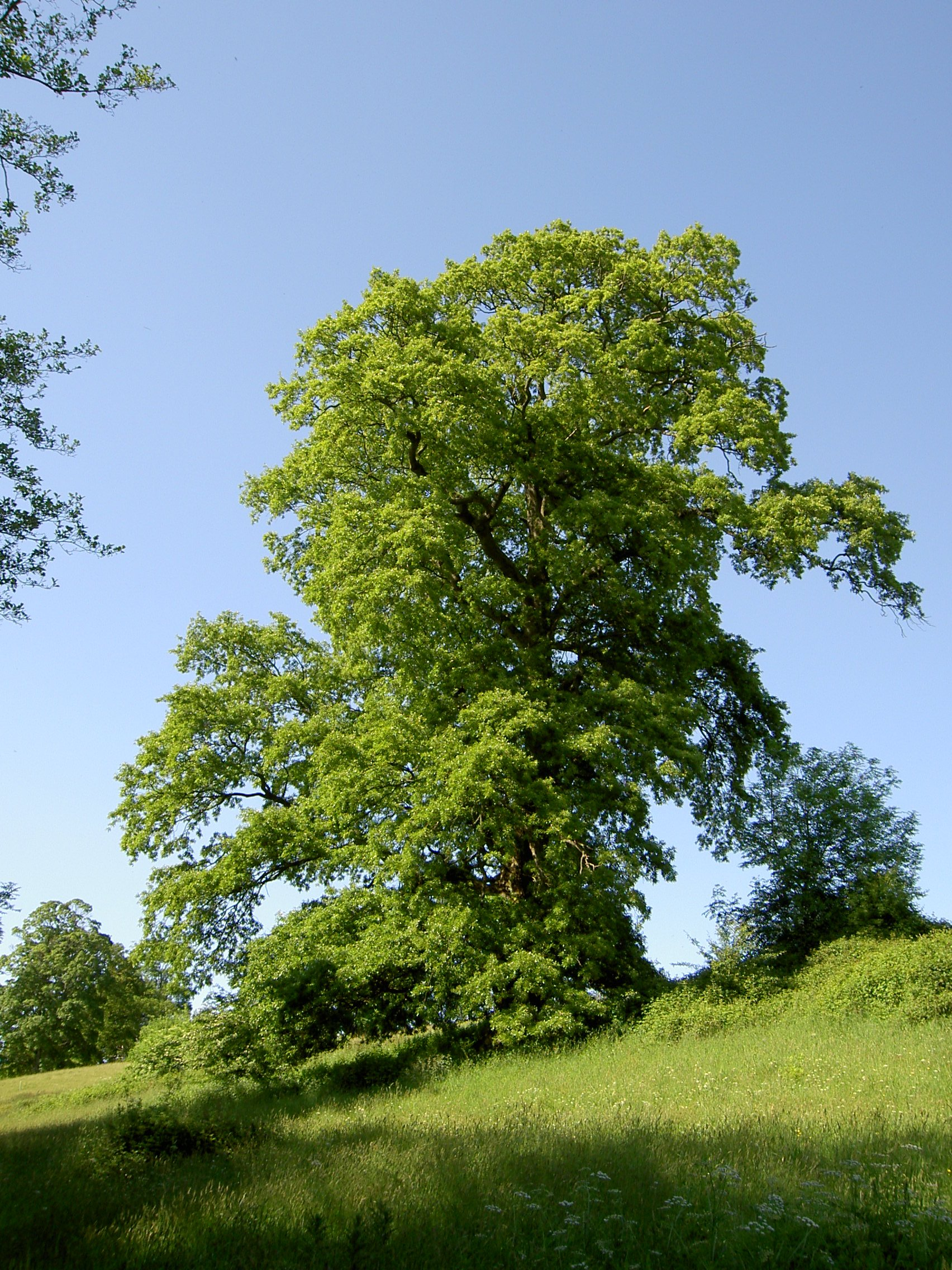
Cer (Quercus cerris)

Aria naturală dispune de două tipuri de habitate, astfel: păduri de silvostepă eurosiberiană cu specii de stejar comun (Quercus robur) și păduri ponto-sarmatice cu stejar pufos (Quercus pubescens), stejar brumăriu (Quercus pudunculiflora) și cer (Quercus cerris).
La nivelul ierburilor vegetează mai multe specii floristice, printre care: brândușă galbenă (Crocus moesicus), brândușă de toamnă (Crocus banaticus), angelică (Angelica archangelica), coada-mielului (Verbascum phoeniceum), scântietoare (Potentilla argentea), alior (Euphorbia cyparissias) sau pălăria-cucului (Geranium phaerum). 
Rezervația naturală Pădurea Călugărească și Rezervația de bujori a Academiei se suprapun site-ului Natura 2000 - Pădurea Călugărescă.